# Nedre Österfors
Nedre Österfors är en småort i Gagnefs socken i Gagnefs kommun. Den ligger strax söder om Övre Österfors och omkring tre kilometer väster om (ovanför) Gagnefs kyrkby. Byarna som tillsammans kallas byn Österfors har sitt namn av att den ligger öster om den numera utbyggda forsen i Gråda. Byn är klassad som riksintresse.

## Historik
År 1603 bodde fyra familjer i Österfors, 1697 var det sju hushåll, 1773 var det 17 hemman, 1910 fanns 293 personer fördelade på 55 familjer i 50 gårdar, år 2000 har det minskat till 20 hushåll. I slutet av 1800-talet emigrerade 23% av Österfors befolkning dvs. ett 70-tal av totalt 293.

## Flottbro
I byn finns en av de sista kvarvarande flottbroarna i Sverige. Den går över Österdalälven och har enligt bygdeforskare  300-åriga anor. Bron var tidigare en viktig förbindelseled mellan byarna men har idag förlorat sin betydelse. Konstruktionen är 144 meter lång och fyra meter bred. Bron renoverades år 2009 av Vägverket och är numera en gång- och cykelbro. I närbelägna Gagnefs kyrkby finns en annan flottbro, som får nyttjas av fordon upp till fyra ton. Vid en renovering har den fått offra sin karakteristiska "puckel". Vid flottbron i Nedre Österfors finns dock puckeln kvar, vars syfte är att låta timmer och skräp flyta ohindrat under bron.

### Byn

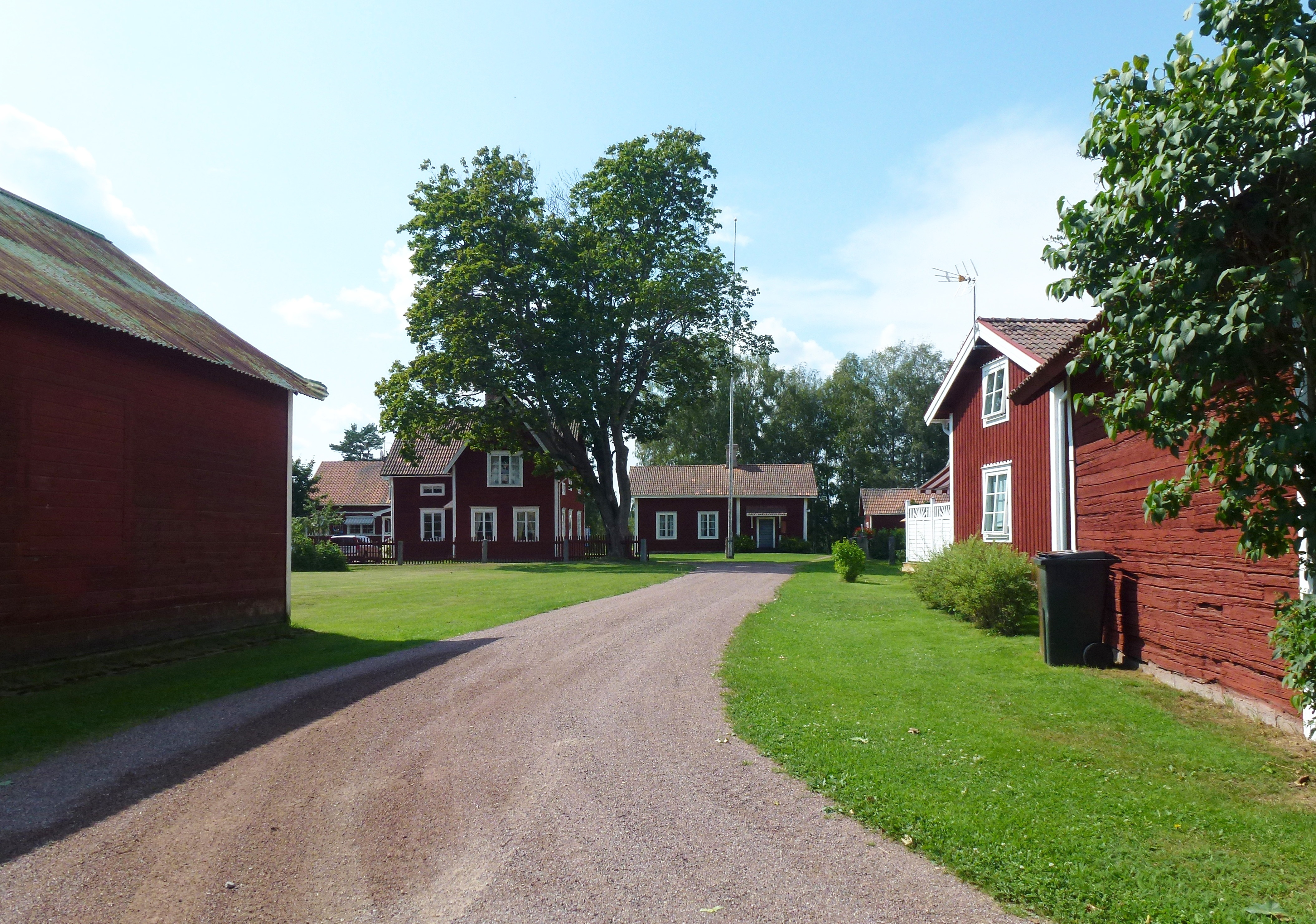
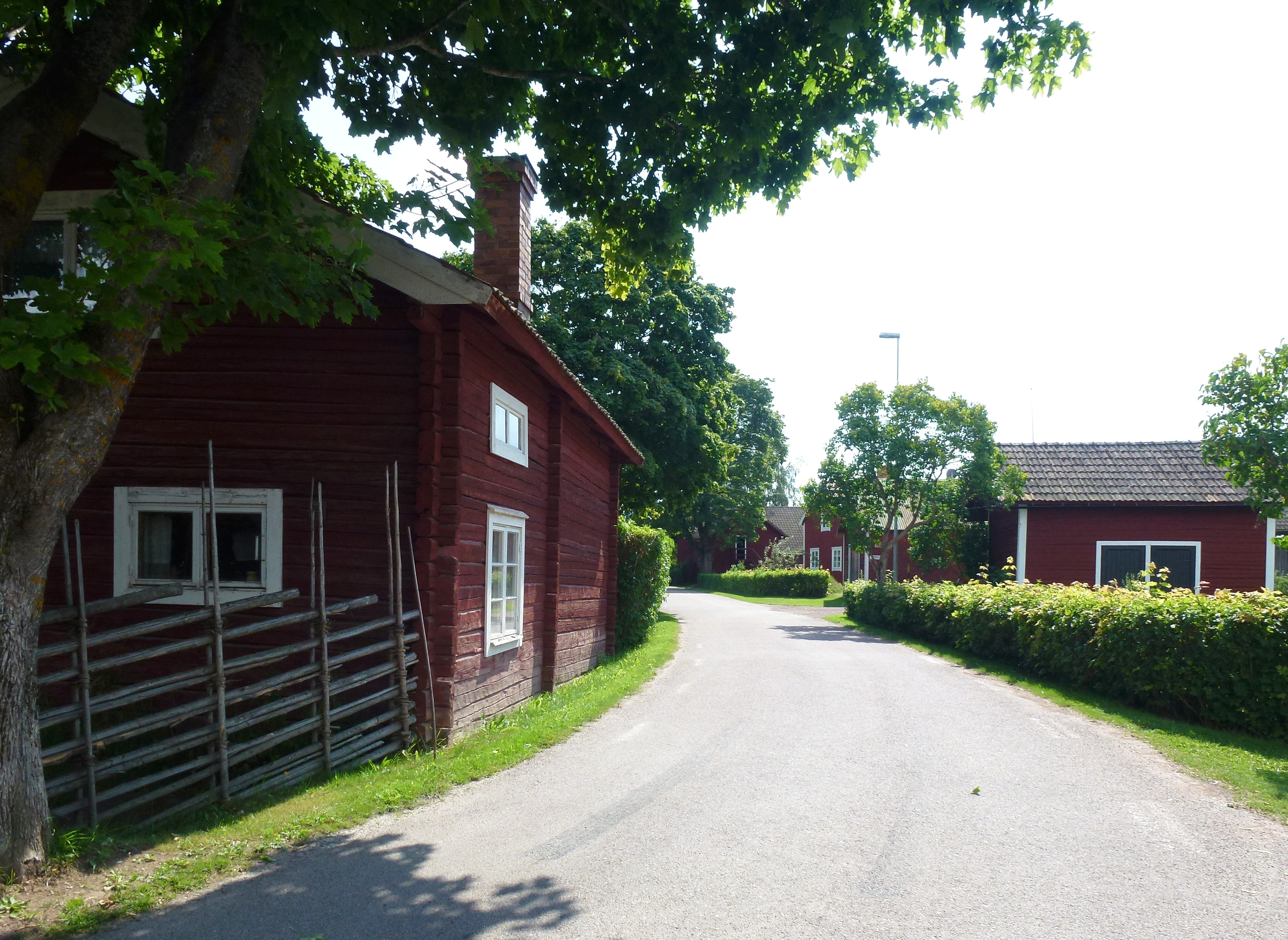
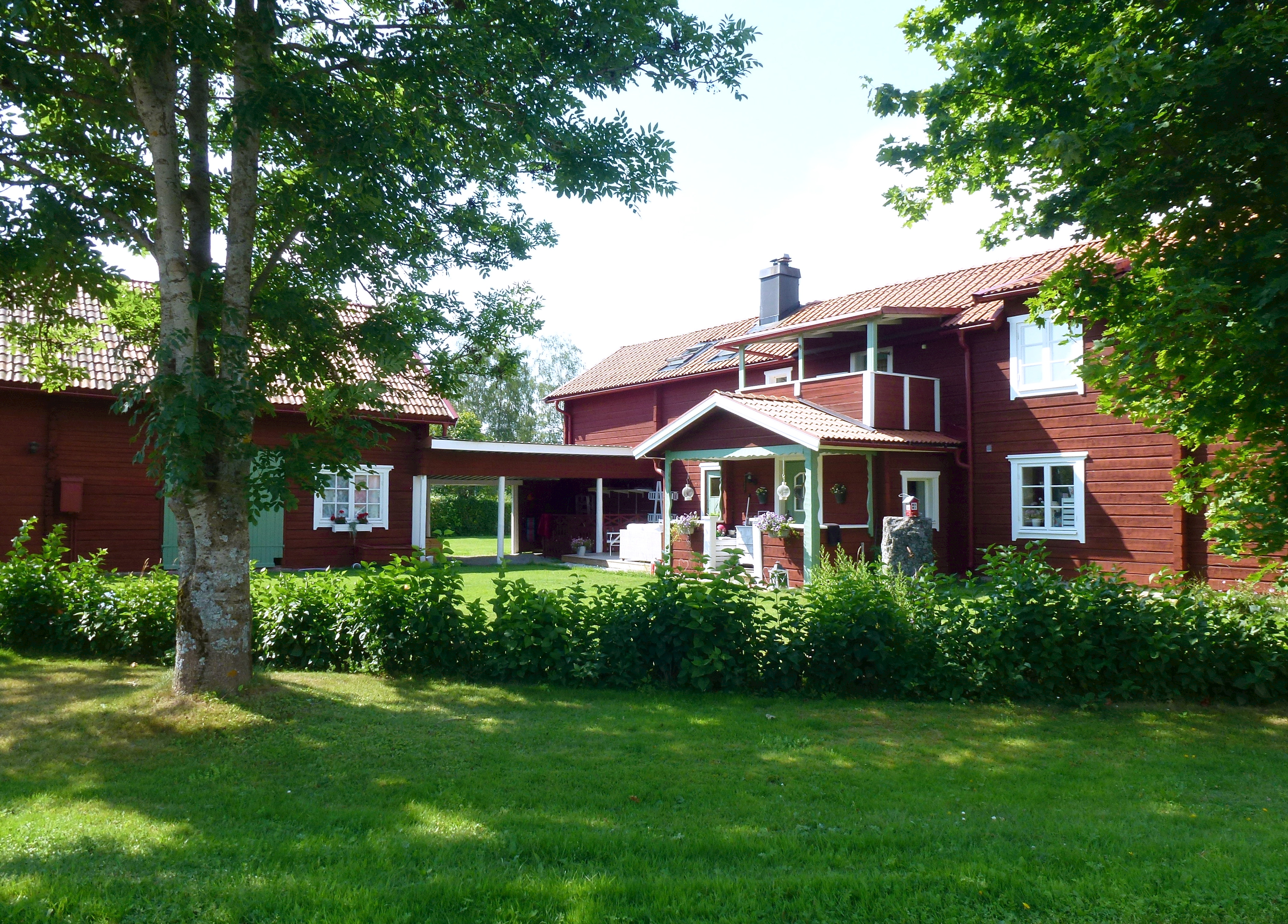

### Flottbron

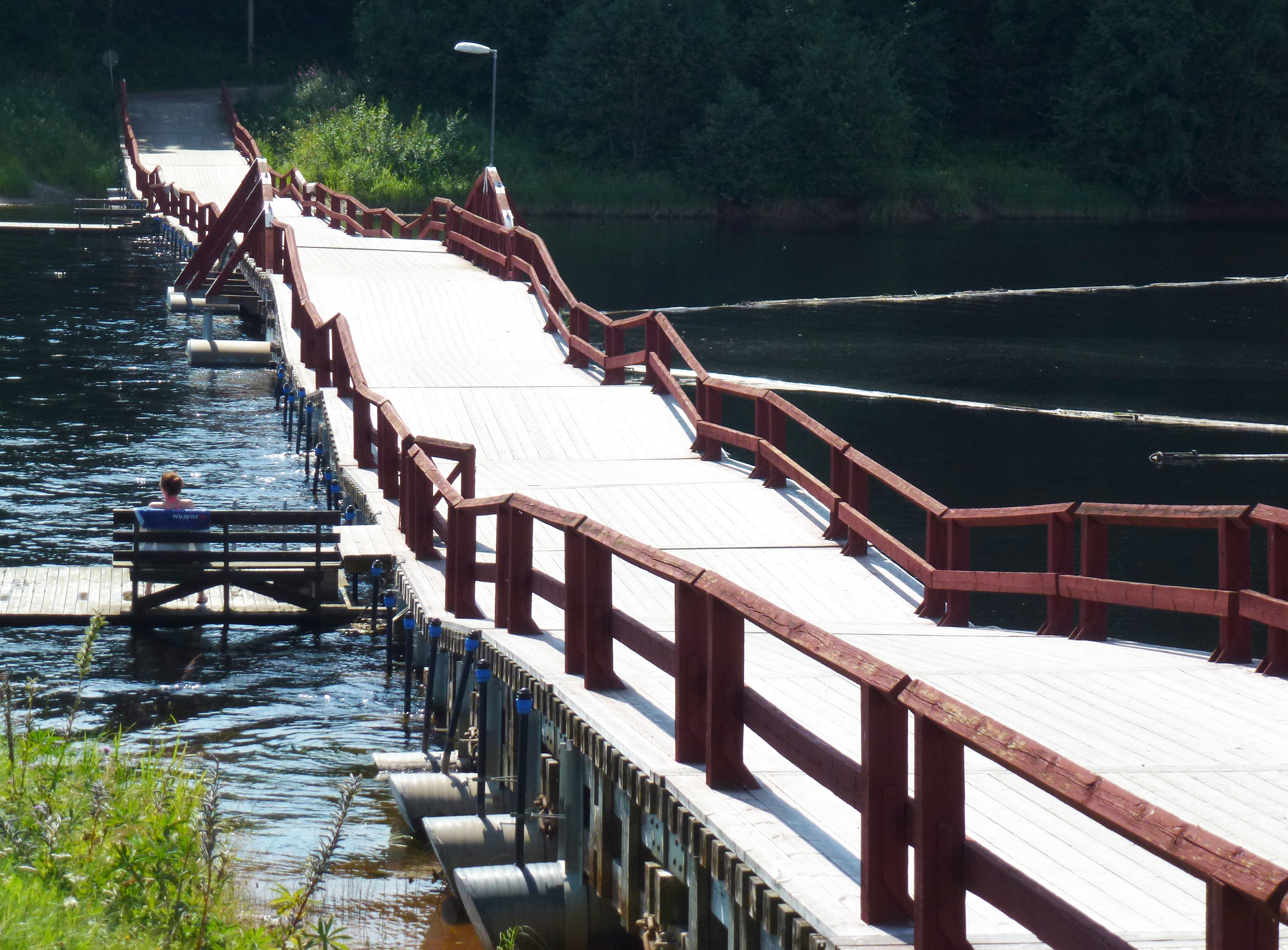
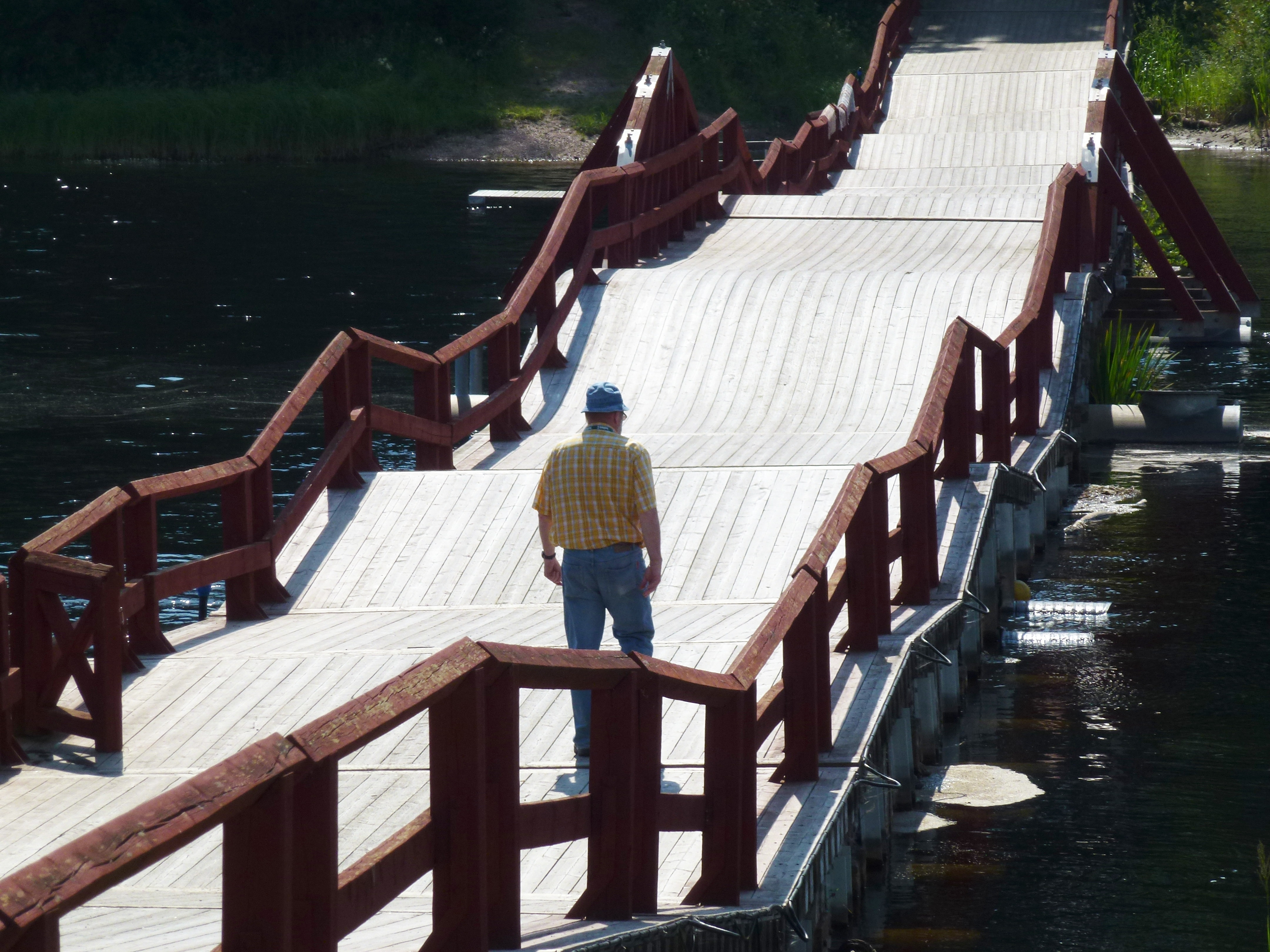
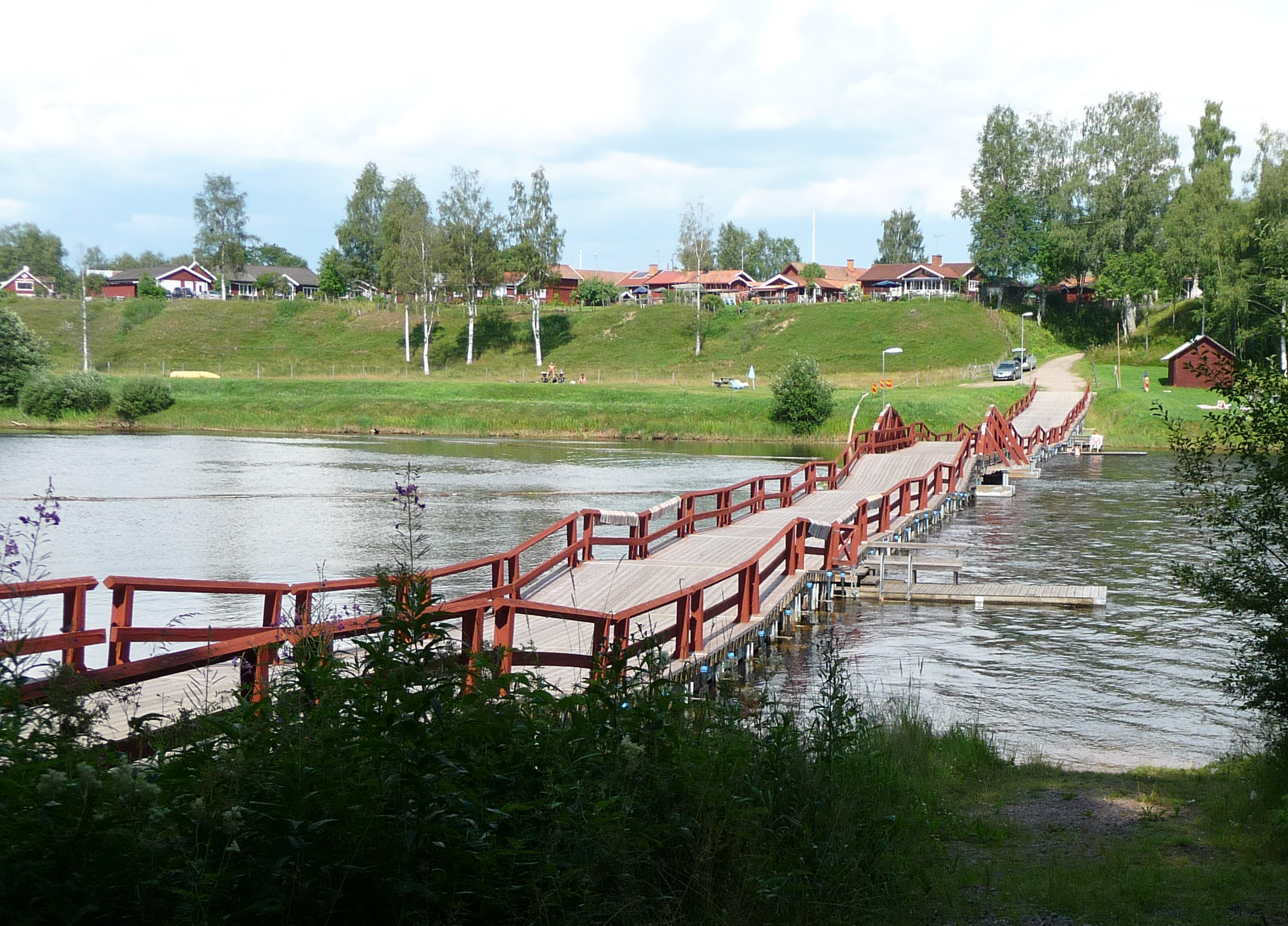